# یکاترینا لوبیشوا
یکاترینا لوبیشوا (روسی: Екатерина Александровна Лобышева؛ زادهٔ ۱۳ مارس ۱۹۸۵) اسکیت‌باز سرعت اهل روسیه است.